# Microregione di Nova Venécia
Nova Venécia è una microregione dello Stato dell'Espírito Santo in Brasile appartenente alla mesoregione di Noroeste Espírito-Santense.

## Comuni
Comprende 6 comuni:
- Águia Branca
- Boa Esperança
- Nova Venécia
- São Gabriel da Palha
- Vila Pavão
- Vila Valério